# Salomon Igel
Salomon Igel (ur. w 1889 w Złoczowie, zm. w 1942 we Lwowie) – polski filozof, psycholog i pedagog pochodzenia żydowskiego. 

## Życiorys
Ukończył studia na Uniwersytecie Lwowskim, następnie doktoryzował się tam pod kierunkiem Kazimierza Twardowskiego. Był jednym z przedstawicieli filozoficznej szkoły Twardowskiego. Pracował jako nauczyciel i dyrektor szkół ogólnokształcących we Lwowie. Przez wiele lat kierował lwowskim Żydowskim Towarzystwem Szkoły Ludowej i Średniej. Był aktywnym członkiem wielu organizacji społecznych, kulturalno-oświatowych i charytatywnych.
Zajmował się analizą uczuć, wrażeń zmysłowych i innych zjawisk psychicznych. Dużo publikował, również prace poświęcone pedagogice. 
Popełnił samobójstwo, by uniknąć aresztowania przez gestapo.

## Wybrane prace
- Stosunek uczuć do przedstawień ze względu na klasyfikację faktów psychicznych. Przegląd filozoficzny, 1919 z. 4.
- W sprawie nauki o zjawiskach zmysłowych., Przegląd filozoficzny, 1920.
- O przedmiotach zastępczych Przegląd filozoficzny 1929 z. 1/2.
- Dlaczego pragniemy przyjemności? Przyczynek do analizy i obrony hedonizmu. [w:] Księga pamiątkowa Polskiego Towarzystwo Filozoficznego we Lwowie., Lwów 1931.
- Dydaktyka propedeutyki filozofii W: Encyklopedia wychowania T. 2., Warszawa 1937.
- Z filozofii doświadczenia witalnego, Kwartalnik filozoficzny T. 14, 1937 z. 4.